# Бихарская школа йоги
Биха́рская шко́ла йо́ги (Сатьяна́нда-йо́га) — школа йоги, основанная в 1963 году Свами Сатьянанда Сарасвати в Мунгере. Кампус расположен в излучине реки Ганги.
Методы, разработанные в Бихар школу йоги представляют собой синтез многих подходов к личностному развитию, основанных на традиционных ведических, тантрических и йогических учениях в сочетании с современными методами медицинской науки. Основные компоненты включают карма-йогу, хатха-йогу, раджа-йога, джняна-йога, Крия Йоги, а также другие йоги. Также эти методы преподаются в академиях Сатьянанда Йоги в Австралии и Колумбии.
Основатель Свами Сатьянанда покинул бихарскую Школу в 1988 году, чтобы стать садху, странствующим святым. Управление ашрамом он передал Свами Ниранджанананд Сарасвати, сыну одного из преданных Сатьянанды, росшему при ашраме с четырёхлетнего возраста.
С 2008 года ашрамом руководит Свами Сурьяпракаш.

## Кампус
Кампус Бихарской школы йоги называется "Ганга Даршан", который построен на большом холме с видом на реку Ганг. Согласно местному преданию, когда-то на этом холме стоял дворец Карны (важный персонаж древнеиндийской эпической поэмы ("пятой Веды") Махабхараты, имевший трагическую судьбу).
На территории кампуса расположены пять общежитий, семиэтажный корпус для занятий, кухня и библиотека. Питание на территории только вегетарианское. Ашрам окружен шестиметровой кирпичной стеной, по верху которой протянута колючая проволока — чтобы удерживать мир снаружи, а студентов внутри. Единожды пройдя через гигантские ворота, обратно, во время обучения, выйти возможно только с письменного разрешения, которое должно быть подписано двумя или тремя свамиджи.

## Методы преподавания
Практики Сатьянанда йоги:
асаны,
пранаямы,
Йога нидра
и мантры.
Отличительной особенностью Бихарской школы йоги от остальных направлений, продолжающих традиции Свами Шивананды, является включение элементов индусской  Тантры. В частности, крийя (последовательность асан, дыхательных упражнений, мудр и бандх) и пробуждение праны (жизненной энергии) при помощи визуализаций. Также акцентируется внимание на работу с кундалини и методов по очищению тела — шаткарм.
Уникальная технология Бихарской школы — это йога-нидра (санскр., буквально — "йогический сон"). Это особый вид неподвижной медитации в шавасане, во время которой последовательно расслабляется все тело, а осознание отвлекается от внешнего мира. В этом расслабленном состоянии разум восприимчив и может освободиться от ненужных привычек и устремлений.

## Преподаваемые программы
Занятия идут по двум программам: «Бихарская Школа Йоги» и «Бихар Йога Бхарати» (университет йоги). Первая программа предлагает одномесячные курсы по подготовке преподавателей, пятнадцатидневный курс йогического оздоровления, продвинутое обучение тантрическим практикам, вводный курс саньясы, который дает возможность пожить некоторое время жизнью саньясина, не принося обетов. Вторая программа предлагает:
- четырёхмесячный сертификат по йогическим наукам;
- годичную программу с дипломом;
- шесть двухгодичных мастерских ступеней — философия йоги, санскрит и другие индийские языки, йогическая психология;
- индология;
- прикладные йогические науки; экология и науки об окружающей среде.

Курсы весьма интенсивные, они включают в себя экзамены, в том числе и письменные.